# Miloud Mourad Benamara
Miloud Mourad Benamara es un actor italiano nacido en Argelia.

## Primeros años
Benamara es originaria de Orán; estudió arte dramático en Argelia antes de mudarse a Italia.

## Carrera
En Italia, Benamara ha aparecido con frecuencia en papeles de actor de carácter en cine y televisión, generalmente como un árabe, ya sea un terrorista o un hombre de negocios. Interpretó a un barrendero en la película de James Bond de 2015 Spectre (2015),  e interpreta a Omar, uno de los tres empresarios iraquíes, en House of Gucci de 2021.  En 2021 dobló a Tahar Rahim para el diálogo árabe en la película The Mauritanian.

## Filmografía

### Cine
| Year | Title                 | Role                 | Notes        |
| ---- | --------------------- | -------------------- | ------------ |
| 2014 | Vite in gioco         | Agente ded la C.I.A  |              |
| 2014 | Ameluk                | Abdul                |              |
| 2015 | Si accettano miracoli | Karim                |              |
| 2015 | Spectre               | Barrendero           |              |
| 2016 | Poveri ma ricchi      | Farouk               |              |
| 2018 | Finalmente sposi      | Amir                 |              |
| 2019 | Nour                  | Latif                |              |
| 2021 | House of Gucci        | Omar                 |              |
| 2021 | The Mauritanian       | Mohamedou Ould Slahi | Actor de voz |

### Televisión
| Year      | Title                   | Role                     | Notes                               |
| --------- | ----------------------- | ------------------------ | ----------------------------------- |
| 2011      | Un amore e una vendetta | L'uomo arabo in spiaggia | Episodio #1.3                       |
| 2012–2013 | Gourmet Wars            | Lavapiatti del meneghino | 29 episodios                        |
| 2016      | Rocco Schiavone         | Ahmed                    | Episodio: "La costola di Adamo"     |
| 2018      | I delitti del BarLume   | Abdel                    | Episodio: "Il battesimo di Ampelio" |
| 2020      | Giustizia per tutti     | Cherif                   | Episodio #1.4                       |
| 2021      | Mina Settembre          | Ahmed Bassir             | Episodio: "Amare è lottare"         |

## Premios
En 2019 ganó, en Quercianella en la provincia de Livorno, el premio al mejor actor por el cortometraje Humam de Carmelo Segreto (Premio Quercia).